# Tropa de Elite (filme)
Tropa de Elite, amplamente conhecido como Tropa de Elite - Missão Dada é Missão Cumprida, é um filme policial brasileiro de 2007, do gênero drama e policial, dirigido por José Padilha, que também escreveu seu roteiro, com Bráulio Mantovani e Rodrigo Pimentel, e produziu com Marcos Prado. Tem como tema a violência urbana na cidade brasileira do Rio de Janeiro junto com a ajuda do Batalhão de Operações Policiais Especiais (BOPE) e da Polícia Militar do Estado do Rio de Janeiro. O filme é baseado elementos presentes no livro Elite da Tropa, de André Batista e Rodrigo Pimentel, em parceria com Luiz Eduardo Soares. É estrelado por Wagner Moura, André Ramiro, Caio Junqueira, Milhem Cortaz, Fernanda Machado, André Di Mauro, Paulo Vilela, Fernanda de Freitas, Maria Ribeiro e Fábio Lago.
É o primeiro longa de ficção do diretor José Padilha, que anteriormente dirigiu o documentário Ônibus 174 (2002). Foi objeto de grande repercussão antes mesmo de seu lançamento, por ter sido o primeiro filme brasileiro, a meses antes de chegar aos cinemas, vazar para o mercado pirata e a internet. Um dos protagonistas do filme, o ator Caio Junqueira, chegou a declarar que, por mais que achasse a pirataria algo negativo, sabia que havia sido "por causa dela que o trabalho atingiu o público da televisão". Uma pesquisa feita pelo Ibope chegou a estimar que mais de 11 milhões de brasileiros teriam visto o filme de forma ilegal – isso, entretanto, não impediu o filme de ter sido bem-sucedido nas bilheterias, tendo estreado em primeiro lugar.
Ao criticar os usuários de substâncias ilícitas, atribuindo-lhes a culpa pela expansão do tráfico de drogas e da violência urbana, o filme gerou grande debate na mídia brasileira. As práticas de tortura por parte dos policiais também foram abordadas, gerando questionamentos quanto a uma suposta transformação de tais personagens em heróis em virtude de suas atitudes frente aos criminosos ou à população pobre e aos moradores de favelas. Esse posicionamento, no entanto, é contestado por Padilha.
O filme recebeu o prêmio Urso de Ouro de melhor filme no Festival de Berlim 2008. Uma continuação, Tropa de Elite 2: O Inimigo Agora é Outro, foi lançada no dia 8 de outubro de 2010.

## Enredo
Os acontecimentos do filme são narrados em primeira pessoa pelo Capitão Roberto Nascimento, dando uma perspectiva ao espectador de todos os fatos interligados. O filme começa in medias res, no ano de 1997, em um baile funk no Morro da Babilônia, uma das principais bases do narcotráfico da cidade do Rio de Janeiro. Na festa se encontram vários traficantes fortemente armados comemorando a uma multidão, enquanto ao fundo toca a música "Rap das Armas". Uma viatura policial sobe o morro e para em frente ao baile; uma guarnição da Polícia Militar liderada por Capitão Oliveira desce para pegar o suborno dos traficantes. Mathias e Neto, dois aspirantes numa moto da polícia, também sobem o morro na surdina, e param num local mais alto. Neto se posiciona com um rifle de precisão auxiliado por Mathias. Neto observa a negociação à distância e, de repente, dispara. Logo, a confusão irrompe no meio do baile e começa um tiroteio; Neto e Mathias tentam fugir mas são cercados e encurralados num beco; enquanto os traficantes atacam com arsenal pesado, a dupla tenta resistir com a pouca munição que tem. Enquanto isso, uma equipe do BOPE coordenada por Capitão Nascimento chega na entrada do morro e começa uma incursão de resgate.
A história retorna seis meses antes; Roberto Nascimento é líder da equipe Alfa do Batalhão de Operações Policiais Especiais da PMERJ, onde atua há mais de dez anos com total dedicação. Embora tenha equilibrado a vida policial e familiar nos últimos anos, seu esforço tem cobrado um preço cada vez maior ultimamente, sobretudo pelo fato de sua esposa estar grávida do primeiro filho, prestes a nascer. A pressão do trabalho aumenta quando é anunciado que o Papa João Paulo II chegará ao Rio de Janeiro em dois meses e passará a maior parte de sua estadia no Morro do Turano, em contato com a população carente. A região encontra-se dominada pelo tráfico, e precisa ser "pacificada" até a chegada da Santidade. Nascimento decide que chegou a hora de arrumar um substituto, mas precisa garantir que seu sucessor será tão bom quanto ele.
Enquanto isso, Mathias e Neto acabam de entrar para um batalhão da PMERJ após se formarem como aspirantes. Embora sejam novatos, suas qualidades eram algo que Nascimento almejava encontrar em seu possível sucessor. Neto é encarregado de supervisionar a oficina mecânica do batalhão, operada pelo Soldado Paulo e Cabo Tião, enquanto Mathias é direcionado ao trabalho burocrático, organizando os registros criminais e cuidando da comunicação. Apesar de serem amigos de infância, Mathias e Neto têm origens e objetivos de vida diferentes. Neto é de classe média e sempre gostou de ação, por isso entrou para a polícia; Mathias, apesar de ser negro e de origem humilde, lutou contra as dificuldades e conseguiu entrar na melhor faculdade de Direito do Rio de Janeiro, com o objetivo de tornar-se advogado. A visão que ambos tinham sobre a polícia, de ser uma instituição nobre e respeitada, logo se desmancha ao se depararem com um sistema de corrupção quase institucional.
Incursões noturnas começam a ser realizadas pelo BOPE para enfraquecer o tráfico, onde Nascimento usa métodos questionáveis para encontrar as mulas e mercadorias; em uma das ocasiões, um fogueteiro a serviço do tráfico é usado para extrair a informação e liberado em seguida. Dias depois, a mãe do fogueteiro comparece ao quartel do BOPE e informa que o filho está desaparecido, e pede-lhe o direito de dar um enterro digno. Nascimento sabe que os traficantes possivelmente o assassinaram e sumiram com o corpo após este falhar na função de vigia, o que afeta profundamente seu psicológico, e assim, seu casamento. Mathias se envolve com Maria, uma estudante de classe média alta que trabalha numa ONG no Morro dos Prazeres. Esta faz parte de um grupo de jovens usuários de maconha, boa parte da qual é fornecida por Cláudio Baiano, chefe do tráfico na área. Apesar de não fazer uso da cannabis junto aos colegas, Mathias esconde sua profissão de policial, enquanto o restante dos jovens tem posturas mais tolerantes ao tráfico. Na favela, Mathias se propõe a ajudar Romerito, um dos meninos apoiados na ONG e que sofre de uma doença ocular; posteriormente, Maria e Mathias começam a namorar.
Neto labuta para colocar a frota de volta em operação, mas se depara com a falta de orçamento, resultado de políticas corruptas na corporação. No processo, Neto conhece Fábio Barbosa, um capitão envolvido com negócios ligados a prostituição. Fábio está sendo prejudicado por Oliveira, um capitão rival apoiado pelo coronel Otávio, chefe do quartel, que tomou seus negócios para si, deixando-o sem uma fonte extra de renda. Ciente de todos os esquemas envolvendo a polícia, Neto arquiteta um plano de furtar o suborno entregue pelos bicheiros, e usar o dinheiro para comprar as peças da oficina. Ao pedir a ajuda de Mathias e Fábio, este se recusa a participar, pois acredita não valer a pena o risco. Mathias e Neto levam o plano adiante e obtêm sucesso, mas a dupla acaba penalizada por seus superiores. Entretanto, Otávio e Oliveira creem que Fábio foi mentor do esquema, e por isso resolvem encarregá-lo de coletar o suborno de traficantes no Morro da Babilônia. Ao saber que acompanhará a equipe Oliveira, Fábio percebe que tudo é uma fachada para matá-lo. Ao descobrir a situação, Neto e Mathias partem para salvar a pele de Fábio.
Voltando à cena do baile funk no início do filme, Oliveira desce com Fábio para pegar o dinheiro dos traficantes, enquanto Neto e Mathias se posicionam alguns metros acima. Acreditando que um traficante iria sacar a pistola para executar Fábio, Neto dispara e o mata na frente dos policiais, dando início ao tiroteio. Um dos oficiais morre metralhado, enquanto Fábio corre para se proteger em um bar e troca tiros com Oliveira. Fábio liga para um contato do BOPE e pede socorro. Nascimento, que estava com sua equipe no Turano para encontrar o corpo do fogueteiro, recebe o chamado para resgatar a guarnição. No Babilônia, os traficantes continuam a abrir fogo contra os policiais até perceberem a chegada do BOPE, que mata alguns membros, incluindo o chefe do tráfico na região. Com a situação normalizada, Nascimento ordena que Neto e Mathias carreguem o corpo do chefe até a saída do morro. Fábio agradece à dupla pela ajuda, que é fotografada por repórteres levando o cadáver para a ambulância. Cansados de viver num quartel corrupto, os aspirantes enxergam o BOPE como a melhor saída, e resolvem ingressar no batalhão. Ao mesmo tempo, Nascimento celebra ao receber a notícia de que seu filho acaba de nascer.
Mathias mente para a namorada que precisa viajar por umas semanas, mas quando Baiano vê o rosto de Mathias no jornal, Maria é ameaçada dentro da ONG e descobre sobre o seu trabalho. Neto e Mathias entram no processo seletivo junto com Fábio, este buscando fugir de seus superiores e de Oliveira. Os recrutas passam por uma seleção extremamente árdua e torturante liderada por Nascimento, feita com o propósito de filtrar quaisquer corruptos durante a avaliação. Consequentemente, Fábio desiste, enquanto a dupla prossegue para a segunda fase. Apesar de Mathias demonstrar uma boa capacidade metódica, a obstinação de Neto o revela com o melhor potencial para substituto de Nascimento. Após a conclusão dos exames, ambos são admitidos oficialmente na organização. Mathias, ao retornar, é confrontado por Maria por ter escondido a profissão, e agora, todos na faculdade a excluíram por seu relacionamento com um policial.
Edu, um dos colegas do grupo de Maria que compra as drogas de Baiano, conta sobre a presença de Mathias estar atrapalhando a revenda da mercadoria na faculdade. Ao cobrar mais informações de Edu, que revela sobre o encontro entre Mathias e Romerito na favela, Baiano resolve usar a oportunidade para assassinar Mathias. Porém, Neto se dispõe a entregar os óculos ao menino, para que Mathias participe de uma entrevista de emprego (obtida através de Maria) num escritório de advocacia. Ao chegar na favela para entregar os óculos de Romerito, Neto é surpreendido pela gangue de Baiano e acaba morto; entretanto, descobrem que Neto era membro do BOPE. Desesperado e temendo retaliações, Baiano resolve deixar o morro, mas não antes de cobrar satisfação com os envolvidos na ONG. Maria escapa por pouco da punição, mas dois de seus amigos são capturados e executados a sangue frio por Baiano, e o caso vira manchete nos jornais. A morte de Neto abala tanto Mathias quanto Nascimento, que sem um substituto à vista, vê seu casamento desmoronar quando a esposa lhe deixa, levando o filho consigo.
Maria procura a ajuda de Mathias, e aceita em lhe dar alguma informação que leve à captura de Baiano. Com a pista entregue por Maria, a equipe de Nascimento realiza incursões ao morro em busca do esconderijo do traficante. Nascimento usa do desejo de vingança de Mathias para lhe ensinar seus métodos extremos, e torná-lo o substituto que ele queria. Posteriormente, Mathias desmonta o fornecimento de drogas na faculdade, e agride Edu durante uma manifestação pelos mortos na ONG, por dedurá-lo à gangue de Baiano. Numa operação à plena luz do dia, Nascimento e Mathias enfim obtêm a localização do traficante após ameaçar uma de suas "mulas" com uma vassoura. Baiano, escondido num barraco no alto do morro, é surpreendido quando seu guarda-costas é atingido com um tiro de fuzil pelo BOPE. Ao tentar fugir pelo telhado, é baleado e cai de bruços na laje. Ao perceber que será executado, Baiano clama para que não atirem no rosto, para "não estragar o velório". Nascimento pega uma escopeta e entrega nas mãos de Mathias, concedendo-lhe a chance de vingar-se por Neto. Ao apontar a arma para a cabeça de Baiano e engatilhar a munição, a tela é encoberta pelo clarão do Sol, e então, escuta-se o disparo, confirmando a vingança de Mathias.

## Elenco
- Wagner Moura interpreta o Roberto Nascimento, um policial considerado "incorruptível" pelos seus pares, ainda que comande uma equipe que se utiliza de artifícios pouco ortodoxos como tática investigativa. O capitão pretende deixar o BOPE com a certeza de que terá um substituto digno e à altura, para isso antes precisa escolhê-lo entre sua nova turma.
- André Ramiro interpreta o aspirante André Mathias: Negro e de origem humilde, conseguiu a duras custas ingressar no curso de Direito de uma das melhores faculdades do Rio de Janeiro. Mathias demonstra ser um aluno aplicado, mas não concorda com tudo o que seus professores e colegas lhe dizem, especialmente quando as aulas vão de encontro à sua vocação como policial, e posteriormente bate de frente com os usuários de drogas da faculdade.
- Caio Junqueira interpreta o aspirante Neto Gouveia: Um jovem idealista e de temperamento um tanto impulsivo, que decidiu ingressar na PM mas acaba por desiludir-se com a corporação após testemunhar o descaso e a corrupção promovidos por seus colegas de batalhão. Ao tentar ajudar um oficial de seu grupamento que havia sido levado para uma armadilha por outros policiais, Neto travou o primeiro contato com o Capitão Roberto Nascimento e decidiu ingressar no BOPE. Levou consigo seu melhor amigo, o Aspirante André Mathias (interpretado por André Ramiro). Em certa altura Neto é cogitado como sucessor de Nascimento, mas acaba morto pelos bandidos do morro antes de assumir o posto.
- Milhem Cortaz interpreta o Fábio Barbosa: Envolvido com cafetões e prostitutas, vê seus esquemas corruptos serem tomados por outro oficial logo no início da trama. Seria morto pelo seu rival, Capitão Oliveira, a mando do Coronel Otávio, Comandante do batalhão onde serviam, mas foi salvo por Neto, Mathias e o BOPE. Posteriormente, candidata-se junto de Neto e André ao BOPE, sendo rejeitado durante o andamento do curso. É um policial bastante corrupto porém não um assassino como Oliveira e sua quadrilha, e provou sua amizade a Neto e Mathias quando compareceu ao enterro do primeiro, o qual acabou morto por bandidos.
- Fernanda Machado interpreta Maria: Maria dedica-se verdadeiramente à ONG na qual é voluntária, esforçando-se para ajudar os meninos carentes que moram no Morro dos Prazeres, comandado por Baiano – traficante que ela acaba tendo que obedecer, julgando que isso a permitiria continuar com suas ações sociais. Assim como seus amigos de trabalho também é usuária de drogas, mas seu envolvimento com um policial – André – muda toda a situação.
- Paulo Vilela interpreta Eduardo: Grande exemplo da hipocrisia criticada pelo filme, Edu é jovem e bem-nascido que critica duramente a repressão policial, mas torna-se um traficante menor, revendendo na faculdade a maconha que compra no morro onde situa-se a ONG na qual trabalha como voluntário.
- Fernanda de Freitas interpreta Roberta Fontes: Estudante de Direito, participa da ONG não por motivos altruístas, mas para ter mais fácil acesso à droga (maconha) ao adquirir permissão para trabalhar numa favela. Inclusive, é namorada de Pedro Rodrigues, o administrador da ONG, e ambos acabam assassinados por Baiano e seus comparsas.
- Maria Ribeiro interpreta Rosane: Esposa do Capitão Nascimento, tem constantes discussões com ele sobre seu envolvimento estressante com a tropa e a promessa de abandoná-la. Tenta auxiliar Nascimento a restabelecer seu equilíbrio, sem muito sucesso.
- Fábio Lago interpreta Cláudio Baiano: O principal vilão do filme, traficante do Morro dos Prazeres onde está sediada a ONG na qual trabalha Maria. Só aceita a ONG em seu território porque esta se submete à sua "autoridade", mas ele é extremamente violento com seus opositores e até com seus próprios associados, e, finalmente, com os integrantes da própria ONG (Baiano e seus comparsas queimam um deles vivo dentro de pneus, tal como fizeram, na vida real, com o jornalista Tim Lopes). Acaba morto por Mathias a mando de Nascimento.
- André Di Mauro interpreta Pedro Rodrigues[15]: administrador da ONG que mantém uma relação perigosa com os traficantes da favela, já que eles têm, segundo ele, "consciência social".[16][17]
- Juliano Cazarré interpreta Soldado Reginaldo (Tatu): Integrante da equipe do Capitão Nascimento.
- Marcelo Valle interpreta o Oliveira[18]: É o oficial no batalhão convencional que se torna o "queridinho do coronel" devido às suas atitudes corruptas (coletando o "arrego" do bicho para o coronel). Acaba tomando todos os "esquemas" do capitão Fábio, para depois ter sua féria criminosa roubada, propositalmente, por Neto e Mathias, numa jogada de mestre destinada a desmoralizá-lo perante o coronel chefe do batalhão. Em um erro do filme, o Capitão Nascimento, na função de narrador, declara que Oliveira é Major ao invés de Capitão.
- Marcelo Escorel interpreta o Coronel Otávio.
- Sandro Rocha interpreta o Sargento Edivan Rocha.

## Produção

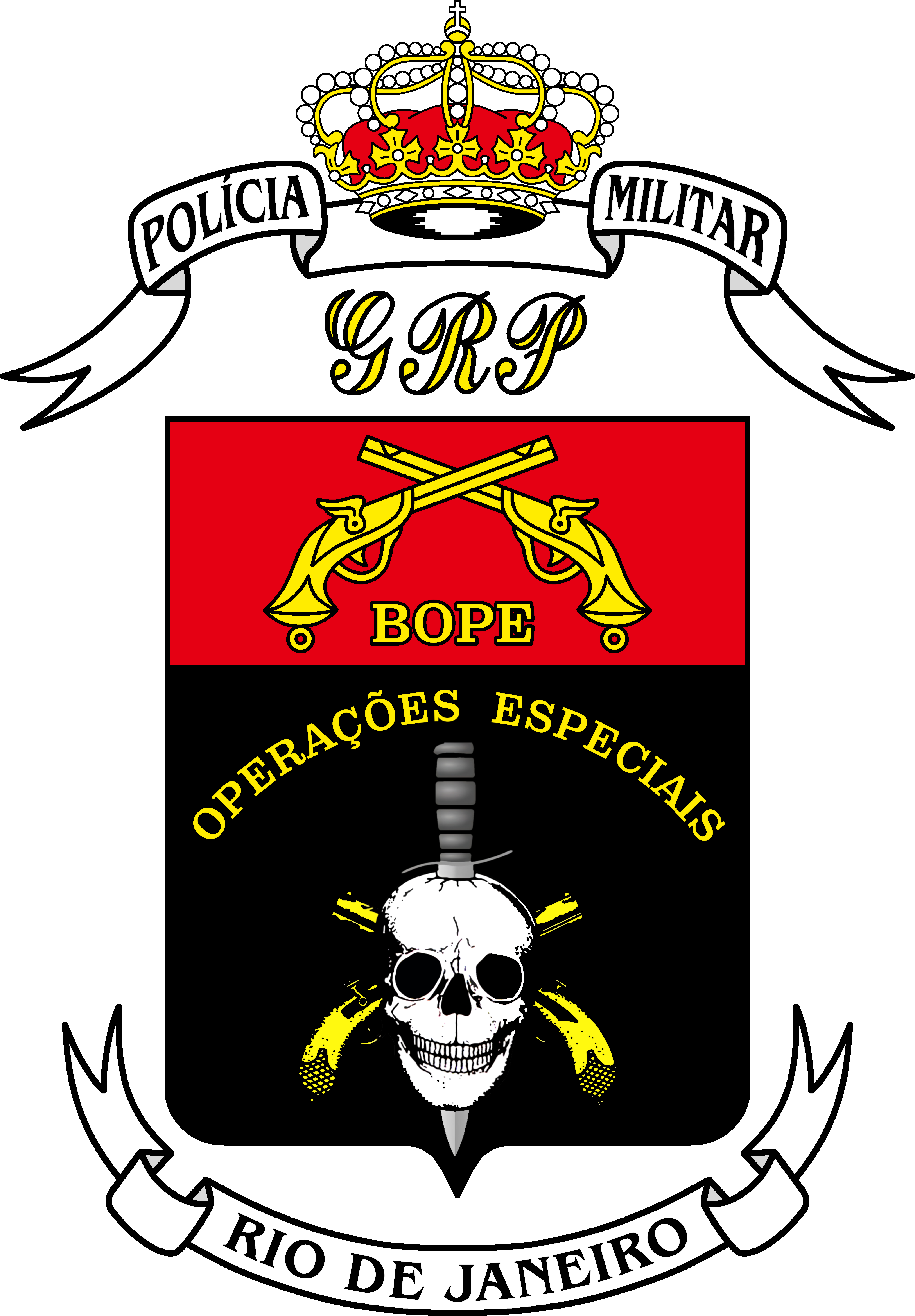
Brasão do Batalhão de Operações Especiais.

O cineasta José Padilha, após o sucesso de seu premiado Ônibus 174, pretendia filmar um outro documentário, baseado no best-seller Elite da Tropa, livro do antropólogo Luiz Eduardo Soares e dos oficiais do BOPE André Batista e Rodrigo Pimentel que conta histórias reais do dia a dia da corporação. No entanto, ao perceber que seria impossível encontrar policiais que aceitassem dar depoimentos sinceros sobre os fatos descritos no livro, desistiu do caráter documental, e assim nasceu Tropa de Elite, uma obra de ficção inspirada no livro. Padilha conta que "os policiais fugiam quando viam a câmera" e que "não dá para fazer um documentário com o tema do Tropa e chegar vivo no final". Da equipe de produção que Padilha arregimentou, se destaca o montador Daniel Rezende, indicado ao Oscar por Cidade de Deus, bem como Bráulio Mantovani, roteirista também de Cidade de Deus, que aqui trabalhou com o ex-capitão Rodrigo Pimentel, além do próprio diretor.

### Preparação do elenco
Para a preparação dos atores de Tropa de Elite foi contratada Fátima Toledo. O elenco foi submetido a situações de pressão por meio de exercícios físicos e psicológicos com o objetivo de arrancar as emoções necessárias para atuação no filme. Para tanto, Fátima utiliza várias técnicas que vão da bioenergética ao kundalini. A preparação, chamada de  "O Método", é conhecida pelas dores que impõe aos atores que muitas vezes reagem com "choro, vômito ou até brigas nos ensaios".
A preparação de Fátima foi montada sob o programa treinamento de Paulo Storani que simulava o Curso de Operações Especiais, muito semelhante ao mostrado no filme. O ex-caveira já havia coordenado o 9.º Curso de Operações Especiais em 1996. A preparação de Storani, seguiu os preceitos da "etnodramaturgia"  elaborado pelo diretor teatral Richard Schechner e pelo antropólogo Victor Turner nas décadas de 60 e 70.
A "etnodramaturgia" consiste em fazer com que os atores não apenas estudassem o "Rito de Passagem" mas o vivenciassem na prática. O treinamento tinha como objetivo fazer o elenco desenvolver atitudes semelhantes às dos policiais. Os atores "cantavam hinos da polícia, chegaram a comer no chão e eram submetidos a sanções disciplinares quando erravam". Para ajudar no processo Storani convidou outros três ex-membros do BOPE para auxiliá-lo.
A preparação durou duas semanas e foi dividida em duas etapas. Na primeira os atores aprenderam sobre conceitos básicos das operações policiais desde aspectos comportamentais e hierárquicos até como se movimentar e segurar uma arma de fogo. O período incluiu também punições físicas e psicológicas, que eram dividas em três tipos de advertências: verbal, física (com flexões, etc.) e o chamado tanque tático no qual os atores, caso não reagissem às duas primeiras, eram obrigados a mergulhar em água gelada e depois tinham que retornar ao treinamento, molhados e com frio. Nem Wagner Moura escapou das punições.
O treinamento do elenco foi tão rígido quanto o curso real, como explicou Pimentel: "Levamos os atores a um nível de exaustão muito parecido com o que os policiais têm no curso de operações especiais". Os instrutores não "aliviaram" o treinamento para nenhum dos atores. "Nós dizíamos que quem não aguentasse podia sair do filme. Foi um tratamento muito rigoroso, que incluiu até, na fase final, um processo de retorno à realidade dos atores", explicou o preparador ao Ego Notícias.
Em um momento de estresse Moura reagiu com fúria às provocações do preparador que gritava "Você vai desistir! Pede para sair! Você não vai conseguir ser um ator em Tropa de Elite!". O ator não "demonstrava a agressividade necessária ao seu personagem", o que levou Storani a provocá-lo. O ator partiu para cima de Storani e quebrou o nariz do ex-caveira: "Ele foi tão rápido que eu só consegui livrar meu rosto e deixei meu nariz de frente", disse Storani ao jornal Extra. A segunda etapa do treinamento consistiu no treinamento de liderança. Storani mostrou a Moura como trabalhar a postura de voz e de liderança.

### Filmagens
As filmagens de Tropa de Elite foram iniciadas em setembro de 2006 e terminadas no mês de dezembro de 2006. Durante as filmagens, a equipe foi alvo de um roubo. Os ladrões abordaram uma van que transportava um carregamento de armas cenográficas e as levaram. Ao todo foram roubadas 31 armas adaptadas para tiros de festim e 59 réplicas, o que fez com que as filmagens fossem paralisadas por duas semanas. O prejuízo causado pelo assalto das armas, conjunto à contratação de uma equipe de profissionais norte-americanos especialistas em cenas de ação e aos custos de filmagens em quatro locações, isto é, fora de estúdio, fizeram com que o orçamento do filme estimasse de R$4,9 milhões para R$ 10,5 milhões, permitidos ao benefício do patrocínio pelas leis de renúncia fiscal. Padilha descreve as filmagens de Tropa de Elite como "a mais gratificante dose de estresse que já experimentou".

### Edição e mudanças
"O roteiro teve vários tratamentos. No primeiro, o ponto de vista era do Nascimento. No segundo, tinha dois pontos de vista, do Nascimento e do Mathias, como em Os Bons Companheiros. No terceiro, que foi o que filmamos, foi do Mathias. Na edição, percebemos que o filme montaria melhor com a narração do Nascimento, porque era alguém que já tinha a noção da inviabilidade de combater o tráfico daquela maneira e que poderia também falar como funcionava o sistema policial.

—José Padilha sobre a mudança de protagonista/narrador do filme.
Já no início de 2007 começaram a editar o filme. O roteiro de Tropa de Elite previa André Mathias, personagem de André Ramiro, como protagonista e narrador. A história narrava o personagem como um policial honesto e idealista transformava-se em um policial truculento e torturador. Porém, a primeira montagem acabou não agradando os produtores, pois consideraram que o filme só começava a ficar interessante após 50 minutos, quando as intervenções do Capitão Nascimento, personagem de Wagner Moura, ficavam mais frequentes. A interpretação de Moura "roubava todas as cenas" segundo o montador Daniel Rezende: "A performance era tão incrível que mexemos na estrutura do filme para fazer do Nascimento o personagem principal".
A primeira tentativa de salvar o filme foi a substituição da narração em off, de Mathias para Nascimento, mas ainda mantendo o roteiro original. A sugestão partiu de Carolina Kotscho, esposa do roteirista Bráulio Mantovani. Entretanto, o resultado ainda não era satisfatório. A mudança de protagonista só ocorreu efetivamente após várias discussões entre os produtores. Partiu de Daniel Rezende a frase que acabou na boca de Nascimento e serviu de justificativa para a mudança: "Na verdade, eu precisava da inteligência de um e do coração do outro. Se eu pudesse ter juntado os dois, a minha história não teria sido tão difícil".

### Trilha sonora
A trilha sonora oficial do filme foi lançada em outubro de 2007 pela EMI Music. A faixa homônima, gravada pelo grupo Tihuana ("Tropa de Elite"), recebeu uma certificação de platina, devido a mais de 100 mil downloads pagos segundo a ABPD, a trilha sonora oficial trouxe para o lançamento vários diferenciais importantes. Cada CD saiu com vale-ingresso para o filme, minipôster encartado e ainda um trailer do filme.
1. "Rap das Armas" – MC Júnior & MC Leonardo e a Bateria da Rocinha
2. "Tropa de Elite" – Tihuana
3. "Rap da Felicidade" – MC Cidinho & MC Doca
4. "Passa que é Teu" – Pedro Bromfman
5. "Brilhar a Minha Estrela" – Sangue da Cidade
6. "Kátia Flávia, a Godiva do Irajá" – Fausto Fawcett
7. "Teatro de Bonecos" – Pedro Guedes e Guilherme Fla
8. "Polícia" – Titãs
9. "Invasão do Bope" – Pedro Bromfman
10. "Lado B Lado A" – O Rappa
11. "Andando pela África" – Barbatuques
12. "Nossa Bandeira" – MC Júnior & MC Leonardo
13. "Rap das Armas" – MC Júnior & MC Leonardo
14. "Shiny Happy People" – R.E.M.

## Lançamento

### Pirataria
O filme foi alvo de pirataria meses antes de sua estreia, sendo vendido em cópias ilegais por camelôs de todo o país, inclusive na Amazônia, e distribuído livremente pela internet, em sites de postagens públicas de vídeo, como o YouTube. Ironicamente, grande parte da divulgação do filme se deve às notícias sobre a investigação do responsável pelo seu vazamento.
Os responsáveis pelo vazamento acabaram sendo encontrados. Três funcionários da produtora de legendas DREI MARC, que fazia a inserção de legendas em inglês para exibição nos Estados Unidos haviam iniciado a distribuição ilegal – que começara a pedido de um dos atores do filme, Alexandre Mofatti, intérprete do Capitão Carvalho, que obteve para si uma das cópias originais. Isso encerraria as acusações de que as cópias haviam vazado "propositalmente", por iniciativa dos produtores do filme, como forma de divulgar o filme.
Segundo o diretor do filme, José Padilha, a cópia do filme que vazou foi o "segundo corte" do filme, enquanto que a versão destinada aos cinemas já estava no "décimo sexto corte", portanto não pode ser considerada verdadeira, pois não foi inteiramente editada. Na versão final o filme deixou de usar a versão proibidão da música "Rap das armas", feita pelos MCs Cidinho e Doca.
Camelôs do Rio de Janeiro vendiam os filmes "Tropa de Elite 2" (não relacionado ao verdadeiro segundo filme), "Tropa de Elite 3" e "Tropa de Elite 4", que segundo eles, seriam as continuações do filme. Não são, entretanto, verdadeiros. A "versão 2" por eles comercializada é, na verdade, o documentário Notícias de uma Guerra Particular, de João Moreira Salles, a "versão 3" é apenas uma edição de vídeos de operações policiais em favelas, principalmente em Niterói, enquanto a "versão 4" é o filme Quase Dois Irmãos, de Lúcia Murat.

### Cinemas
A primeira sessão do filme foi exibida num cinema em Jundiaí no dia 14 de setembro de 2007. Esta exibição perdurou por duas semanas, com o intuito de qualificar o filme para disputar o Oscar 2008. No entanto, a comissão do Ministério da Cultura escolheu O Ano em que Meus Pais Saíram de Férias, de Cao Hamburger, para representar o Brasil no Oscar. Este longa, que havia concorrido no Festival de Berlim em 2007, foi selecionado entre os nove finalistas no Oscar, mas não entre os cinco que concorreram a melhor filme estrangeiro.
O filme foi lançado oficialmente no dia 12 de outubro de 2007 no Brasil, com estreia antecipada para o dia 5 de outubro em 171 salas das cidades do Rio de Janeiro e São Paulo, e obteve a melhor abertura de um filme oficial no ano de 2007, mesmo em circuito limitado, atraindo cerca de 180 mil espectadores na primeira semana sem nenhum tipo de propaganda além dos cartazes. Mesmo estreando em circuito limitado, ficou em segundo lugar na bilheteria do país naquela semana, perdendo apenas para Resident Evil: Extinction. Na semana seguinte, o filme estreou no restante do país, atraindo um público 120% maior, totalizando cerca de 410 mil pessoas e obtendo o primeiro lugar no total da bilheteria, superando filmes como Stardust e Resident Evil: Extinction. Terminou o ano como sétima maior bilheteria de 2007 no Brasil, com um faturamento total de R$ 20.422.567, sendo assistido por 2.421.295 espectadores.
Em Portugal o filme estreou dia 10 de julho de 2008, sendo o 5.º filme mais visto na sua semana de estreia, com mais de 12 mil espectadores. Terminou o ano com 55 mil espectadores e faturamento de 247 mil euros.

### Home video
Tropa de Elite foi lançado oficialmente em DVD no Brasil no dia 27 de fevereiro de 2008, pela Universal Home Entertainment. A edição possui um disco e contém o filme com 116 minutos em widescreen anamórfico (1.85:1), legendas em português e espanhol e áudio em português 5.1 Dolby Digital. Os extras trazem dois trailers, 13 entrevistas e galeria de fotos, além de uma versão do filme em MP4 voltada para dispositivos móveis.
Em 7 de março de 2013, a Paramount e a Universal divulgaram que Tropa de Elite será relançado nas lojas em uma edição especial. É uma lata com o primeiro filme, Tropa de Elite, e o segundo, Tropa de Elite 2: O Inimigo Agora É Outro (2010), em discos distintos. Os extras estão no mesmo disco dos seus respectivos filmes. Foi lançado em DVD e Blu-ray em 30 de maio de 2013.

### Exibição na televisão
Na TV por assinatura o filme já foi exibido no pay-per-view do Cine Sky em 2008. O filme entrou na Rede Telecine no mês de fevereiro de 2009.
Entre os dias 2 de setembro de 2012 e 31 de janeiro de 2013, o filme foi o vice-campeão de reprises na TV fechada (19 vezes, em canais como Space e TNT), perdendo apenas para Tropa de Elite 2, que teve 23 reprises.

#### TV aberta
A briga pelos direitos de exibição de Tropa de Elite na televisão aberta no Brasil envolveu canais como a Rede Globo, Rede Record, SBT e até mesmo a RedeTV! (que não tem nenhuma sessão de filmes). A Rede Record garantiu a compra dos direitos televisivos do filme graças a um contrato que a emissora tinha na época com a Universal Pictures, distribuidora do filme, firmado desde 2005.
Uma vez adquirido o filme, a Rede Record anunciou no dia 8 de março de 2009 que Tropa de Elite faria parte do pacote de filmes inéditos que seriam exibidos pela emissora durante o ano corrente de 2009. O filme estreou no dia 10 de dezembro daquele ano, uma quinta-feira, às 22h30, dentro do bloco de filmes Super Tela. O filme foi transmitido totalmente em alta definição. A exibição do filme garantiu à Record a vice-liderança de audiência no horário, perdendo apenas para a Globo, que exibia a minissérie Cinquentinha.
Em Portugal, a RTP1 transmitiu o filme a 5 de dezembro de 2010, voltando a ser exibido pela RTP2 em 20 de agosto de 2011.

## Repercussão
Tropa de Elite tornou-se notório por diversos pontos. Desde seu lançamento antecipado – que acendeu uma discussão sobre as cópias ilegais de filmes – até o impacto cultural e a inserção de frases do filme no cotidiano brasileiro.
O Capitão Nascimento, interpretado por Wagner Moura, chegou a ser citado pela mídia como um "herói nacional" – questionamento que chegou a estampar a edição da revista CartaCapital que tratava do filme. O Secretário de Segurança do Rio de Janeiro, José Mariano Beltrame, declarou que o filme representava de forma apropriada um capitão do BOPE e que Nascimento poderia, sim, ser considerado um herói – não pela violência, que "só ocorre na ficção", segundo o secretário, mas por enfrentar "picos de tensão" mas se manter como uma "pessoa muito disciplinada e bem preparada".
André Ramiro, ator que interpretou o personagem André Mathias, não o considera um herói, e chegou a declarar que "polícia era uma coisa que eu abominava. Continuo com a mesma opinião, mas agora conheço as pessoas". Padilha declarou ter se impressionado com a reação popular ao filme. Segundo o diretor, o filme é uma crítica clara contra a violência e a tortura e não um suporte à violência policial. Wagner Moura disse duvidar que moradores de países como Finlândia ou Suíça veriam tais policiais como heróis, ao passo que muitos brasileiros claramente nutrem um certo respeito pelo Cap. Nascimento.
O capitão Rodrigo Pimentel, ex-membro do BOPE e coautor do livro que foi adaptado para o roteiro, disse que o filme surgiu em um momento delicado pelo qual passa a cidade do Rio de Janeiro, envolta pelo caos e violência. Pimentel, que possui uma surpreendente semelhança física com o ator, em uma entrevista fornecida pouco após o término da operação policial que antecedeu a chegada do papa à cidade e a qual liderou, afirmou: "A polícia esqueceu a sua missão principal. Não estamos mais aqui para servir e proteger, mas apenas lutando nossa pequena guerra particular contra os traficantes". A desilusão que se seguiu fez com que o capitão deixasse o BOPE em 1998. A frase "Guerra Particular" foi adotada pelo cineasta João Moreira Salles para intitular o documentário Notícias de uma Guerra Particular, do qual a entrevista citada faz parte.

### Recepção da crítica
A crítica de Tropa de Elite foi dividida, mas o filme foi em geral bem recebido pelo público. Artur Xexéo, do jornal O Globo, defende o diretor: "Acreditar que José Padilha apoia as práticas do BOPE por ter feito Tropa de Elite faz tanto sentido quanto acusar Francis Ford Coppola de ligações com a Máfia por ter dirigido O Poderoso Chefão".
A crítica de cinema Isabela Boscov escreveu à Veja que o filme destaca-se não apenas por suas cenas chocantes, mas por romper com "a tradição nacional de narrar uma história pelo ponto de vista do bandido" e com a "visão pia e romantizada do criminoso".
Plínio Fraga, da Folha de S.Paulo, criticou o filme negativamente devido ao fato de se parecer muito com uma produção de Hollywood. O diretor José Padilha respondeu dizendo que, no Brasil, há uma cultura de desvalorização de um filme bem filmado: "Se filmou bem, é hollywoodiano".
Jay Weissberg, da revista cultural estadunidense Variety, ao fazer a crítica sobre o filme um pouco antes do Festival de Berlim, classificou-o como fascista. Ele também criticou negativamente a narração em off do Capitão Nascimento, dizendo que "o narrador onipresente, em vez de aumentar a identificação do público com o personagem, aliena o espectador inteligente, que não precisa que todos os conceitos sejam explicados, uma vez que eles deveriam ser mostrados visualmente".
Por causa de suas polêmicas e controvérsias, Tropa de Elite se tornou um dos filmes brasileiros mais comentados da história. Segundo o Datafolha, 77% dos moradores de São Paulo já conheciam o filme. A opinião pública também achou o filme bom, com 80% dos entrevistados avaliando o filme como excelente ou bom.
Em 2011, a desenvolvedora de jogos eletrônicos Rockstar Games publicou uma crítica de Tropa de Elite em seu site, em preparação para o lançamento de Max Payne 3 – jogo que se passa no Brasil e retrata as batalhas entre as unidades especiais da polícia e gangues de favelas. A empresa recomendou o filme para os fãs da franquia Max Payne.

Passados 10 anos do lançamento do filme, o colunista Thomas Milz comentou na Deutsche Welle sobre a surpresa do diretor do filme com a recepção do personagem Capitão Nascimento:
Na época, o diretor José Padilha ficou surpreso com o fato de o capitão ter sido alçado à condição de herói pelo público. Na realidade, a intenção era mostrar como era repugnante o culto da polícia ao assassinato e à tortura. Queria-se criar um anti-herói, e não um herói. A sutil ironia do cineasta intelectual saiu pela culatra naqueles tempos. Mas foi porque os espectadores não a entenderam? Ou foram os realizadores que, talvez, não entenderam o seu público?

### Prêmios
Festival de Berlim, 2008
- Urso de Ouro de melhor filme.

Festival Hola Lisboa, 2008
- Melhor filme

Grande Prêmio Vivo do Cinema Brasileiro, 2008
- Melhor direção – José Padilha
- Melhor ator – Wagner Moura
- Melhor ator (coadjuvante/secundário) – Milhem Cortaz
- Melhor fotografia – Lula Carvalho
- Melhor maquiagem – Martin Macias Trujillo
- Melhor montagem – Daniel Rezende
- Melhor som – Leandro Lima, Alessandro Laroca e Armando Torres Jr.
- Melhores efeitos especiais – Phil Neilson e Bruno van Zeebroeck
- Melhor longa-metragem nacional

## Série de TV cancelada
Em uma entrevista ao programa Roda Vida, da TV Cultura, em 8 de outubro de 2007, José Padilha contou que já era do interesse das emissoras transformar Tropa de Elite numa série de televisão. A disputa para realizar esse projeto ficou entre a Rede Globo e a Record. Em 18 de fevereiro de 2008, o colunista Daniel Castro, do jornal Folha de S.Paulo, informou que a Globo havia vencido a disputa com a Record e poderia fazer a adaptação de Tropa de Elite para uma série de TV. Ele também contou que a emissora era a preferida de Padilha para assumir o projeto. Também foi confirmado que a primeira temporada teria 5 episódios e um modelo de coprodução, assim como foi feito em Cidade dos Homens, que surgiu a partir de Cidade de Deus. A equipe da Globo iria produzir a série junto com os realizadores do filme.
Em entrevista à agência de notícias EFE, o ator André Ramiro, que interpretou no filme o personagem André Mathias, confirmou que seria o protagonista da série e que a estreia da mesma estava prevista para 2009. Na mesma entrevista, ele também disse que Padilha ainda estava negociando os detalhes da série.
Mais tarde, o ex-PM Rodrigo Pimentel disse que Padilha e o produtor Marcos Prado não haviam assinado com a Globo, e assim o projeto da série não foi adiante.